# 利塔尼河
利塔尼河（阿拉伯语：‎），黎巴嫩主要河流之一。该河发源于贝卡谷地，向南流至戈兰高地附近，距以色列边境约20余公里处时，因受高地阻挡，转而向西切穿黎巴嫩山脉，在提尔以北流入地中海，全长140公里，是黎巴嫩境内第一大河。河上有水库，是黎巴嫩南部和贝卡谷地主要的灌溉水源来源。
利塔尼河下游传统上被认为是加利利地区和黎巴嫩山脉地区的分界线。1982年至2000年，其下游长期成为以色列占领区与黎巴嫩的分界线。